# Palacete paulistano

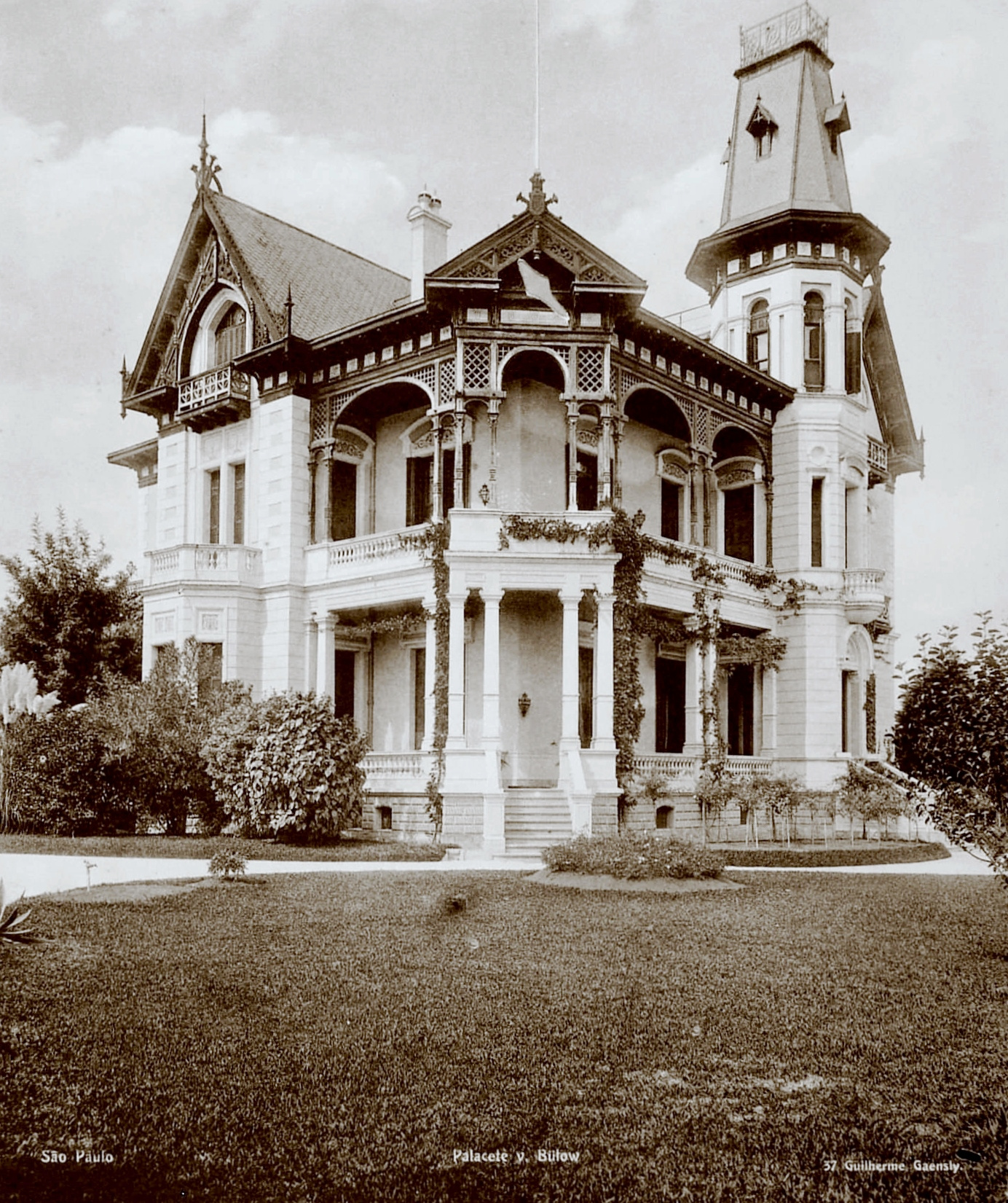
Palacete von Bülow, em fotografia de Guilherme Gaensly

Os palacetes paulistanos ou palacetes do ecletismo foram o tipo mais luxuoso de residência na São Paulo do fim do século XIX e começo do século XX. Eram mansões imponentes e suntuosas, construídas com o objetivo de simbolizar e explicitar o poder econômico dos donos da casa. A arquitetura de inspiração europeia, com jardins circundando a construção, era intencionalmente planejada para ser reconhecida e admirada como exemplo de riqueza e “civilidade”. A ideia da época era que, por meio da arquitetura, seria possível reproduzir a Europa no Brasil, numa tentativa de “miniaturizar” as construções erguidas pelos europeus.
Na maioria dos casos, porém, os palacetes eram construídos em terrenos e lotes com medidas que dificilmente ultrapassavam o limite de uma quadra. Eles eram o resultado de uma mistura de estilos, como o francês e o inglês, adaptados para melhor atender às necessidades, hábitos e costumes das famílias brasileiras. Como resultado, os palacetes passaram a deter características bastante peculiares: tinham telhados recortados, como ditava a moda europeia da época, eram bem decorados, cheios de ornamentos e peças de decoração, e tinham pés-direitos altos. A casa principal era construída no meio do lote, afastada de todos os limites do terreno.
Os palacetes se diferenciavam das demais residências da cidade não só por seu estilo de edificação, mas também por sua localização. Enquanto os cortiços, as casas populares e as chácaras ficavam em endereços precários, com ruas sem calçamento e rodeadas por terrenos vazios, os palacetes se situavam em bairros específicos e melhor estruturados de São Paulo. Entram nesta lista regiões como Santa Cecília, Campos Elíseos e a nobre Avenida Paulista. Na época, esses lugares já dispunham de serviços como rede de água, esgoto e iluminação, e eram destinados a grupos de maior poder aquisitivo. Além disso, essas regiões da cidade eram conhecidas por seus lotes amplos, que favoreciam a construção de casas do tipo palacete, já que a legislação da época exigia que as edificações respeitassem um recuo mínimo de dez metros em relação à calçada e pelo menos dois metros de recuo lateral.

## Origem

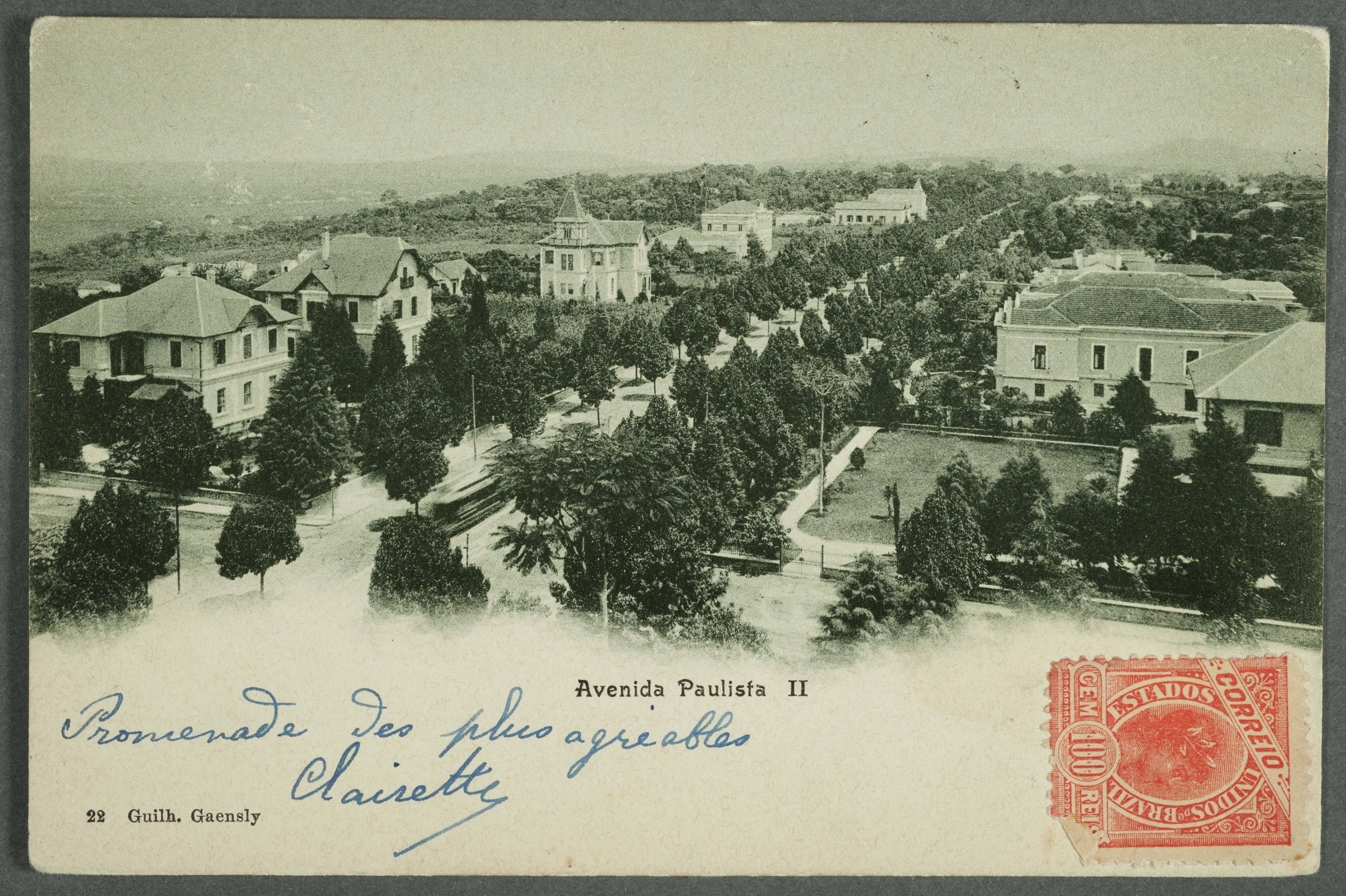
Vista da Avenida Paulista.

O surgimento dos palacetes está diretamente relacionado às mudanças sociais, urbanísticas e tecnológicas ocorridas no Brasil e, mais especificamente, na São Paulo do fim do século XIX. Os anos 1800 foram marcados por um movimento de “re-europeização” dos centros urbanos e pela gana de copiar e absorver costumes e padrões de consumo do Velho Continente. Em meio a esse cenário, brasileiros que viajavam à Europa e imigrantes enriquecidos pelo trabalho industrial importaram e implementaram modelos de palacetes na capital paulista. Esse tipo de construção marcou a troca de materiais como a taipa e a pedra para outros materiais vistos como mais modernos na época, como tijolos e granitos.
A partir daí, as vilas inglesas e francesas passaram a ser vistas como o padrão ideal de habitação das classes mais abastadas da capital paulista, enriquecidas, em sua maioria, graças aos anos áureos da produção cafeeira no interior paulista.

## Esquema funcional
Seguindo o padrão francês, os palacetes paulistanos tinham um esquema funcional bem definido: no térreo, ficavam os cômodos pensados para convivência e serviços; no pavimento superior, os espaços íntimos e de repouso. O porão funcionava como área de depósito, adega ou até cozinha.

### Térreo
No pavimento de entrada do palacete, localizavam-se todos cômodos destinados a convivência, sociabilidade e serviços. Era ali onde os donos das casas recebiam suas visitas, faziam suas refeições, desfrutavam de seus momentos de ócio e trocavam experiência com amigos e familiares. Ao mesmo tempo, o térreo dispunha de todos os ambientes — com exceção aos casos com porão — voltados à criadagem: nas cozinhas, nas copas e nas edículas, os funcionários dividiam as funções.

#### Vestíbulo ou hall
Os vestíbulos eram o primeiro ambiente ao qual as pessoas tinham acesso ao entrar na casa. Eles funcionavam como um saguão de transição para os demais cômodos do palacete. Era ali em que os visitantes formavam sua “primeira impressão” do local e deixavam seus casacos e chapéus pendurados nos cabides e mancebos.
Por servir como “porta de entrada” do palacete, era comum que os vestíbulos fossem um local elegante e que demonstrasse o “bom gosto” da família proprietária. O piso costumava ser de madeira e as paredes geralmente eram revestidas de tinta, lambris de madeira ou papéis de parede. Também há registro de uso de ladrilhos de padrões geométricos na área do hall. A mobília era formada por cabides, porta-chapéus, cadeiras, poltronas e mesas de apoio, onde costumavam ficar porta-canetas e papel para que os visitantes deixassem mensagens e recados para os proprietários. Algumas poucas peças ornamentais, geralmente trazidas de viagens ao exterior, compunham a decoração.
Ao servir como espaço intermediário, o vestíbulo criava um esquema de circulação que dificultava encontros demorados entre serviçais, proprietários e visitantes. Dali, era possível acessar todos os outros ambientes sociais da casa, como a sala de visitas, a sala de jantar, o gabinete e o fumoir. O vestíbulo também dava acesso à escada, que levava tanto ao porão quanto ao primeiro andar, onde se localizavam os espaços mais íntimos e reservados da casa, como os quartos, os banheiros e as rouparias.

#### Gabinete ou escritório
Nos palacetes paulistanos, os gabinetes eram espaços dedicados apenas para os homens. Era ali onde os proprietários estudavam, faziam suas leituras, cuidavam das contabilidades do patrimônio e recebiam visitas especiais. Como um espaço de reuniões de negócios e de amigos, os escritórios localizavam-se logo na frente da casa e costumavam ter uma entrada independente.
Os gabinetes normalmente contavam com móveis simples, espalhados sobre um assoalho de madeira, sem tapetes. Estantes de livros, mesas de madeira, cadeiras e poltronas de couro faziam parte do mobiliário. As paredes sempre eram pintadas em cores claras ou enfeitadas com um papel de parede simples, sem muitos desenhos. Livros eram dispostos em estantes, ao lado de armas penduradas e quadros de retratos dos familiares.

#### Sala de visitas e sala de jantar
As salas de convivência ocupavam uma área generosa da planta arquitetônica dos palacetes. Elas ficavam no centro do andar térreo, numa região privilegiada e nobre da casa. Serviam como representação do poder econômico, do cosmopolitismo e do “bom gosto” dos donos e, por isso, eram um dos setores mais bem cuidados e decorados. Móveis franceses, ingleses e peças de arte vindas do exterior funcionavam como ornamentos e “troféus” a serem exibidos para os convidados.
Apesar de, basicamente, servir como área de convívio social, os ambientes de ‘estar’ eram desmembrados e segmentados dentro dos palacetes. Havia salas de visitas, salas de música, salas de jogos, salas de estudos, biblioteca e sala das senhoras. Nesse cenário, as salas de visita e as salas de jantar apareciam como protagonistas.
As salas de visitas geralmente tinham papéis de parede com estampas florais, pinturas a óleo e muitos espelhos. No teto, era comum encontrar sancas e lustres de cristal. A lista de móveis era composta por cadeiras, banquetas, poltronas, sofás e mesas, além de cortinas e tapetes de renda ou seda e peças de decoração em bronze, prata, porcelana e cristal. O piano costuma ser um dos elementos centrais do cômodo por ser um símbolo de status que indicava a cultura musical da família.
Já as salas de jantar eram mais amplas que os outros cômodos e dispunham de uma mobília mais simples, mais rústica, sem ornamentos e com menos objetos decorativos. Em se falando de um ambiente de alimentação, essa simplicidade era vista como um sinal do mais fino “bom gosto”. Ficava localizada próxima à cozinha.

#### Copa e cozinha
As cozinhas costumavam ficar no porão ou nos fundos, perto do quintal. Mas, independente da localização na planta arquitetônica, sempre faziam parte do corpo da casa. Se nos tempos coloniais elas eram um espaço isolado no fundo do terreno, algo como um “puxadinho”, agora ficam alocadas dentro dos palacetes, ainda que numa área “menos nobre”.
O mais comum era que as cozinhas se localizassem no térreo, sempre próximas à porta de saída para o quintal. Elas dispunham de facilidades como água encanada, gás e eletricidade, já que as regiões de São Paulo que detinham a maior concentração de palacetes já contavam com esses serviços urbanos. Graças a isso, era frequente o uso de equipamentos elétricos, fogões a gás e fogões de ferro.
Nos casos em as cozinhas ficavam instaladas no porão, porém, elas deviam seguir as regras sanitárias da época e apresentar pé-direito alto (mínimo de 2,5 metros) e ventilação. Em palacetes com esse esquema, a ligação com a sala de jantar acontecia por meio de uma escada até a copa, que servia como um ponto intermediário e de distribuição. A comida era transportada de um cômodo a outro por um “monta-pratos”, uma espécie de elevador que carregava alimentos e louças. Essa estratégia impedia que as outras áreas da casa tivessem contato direto com a cozinha.
A copa funcionava como um apoio para a cozinha. Localizada perto da sala de jantar, era por ali onde passava e era esquentada a comida, antes de ser servida. o centro do cômodo, era comum que houvesse uma grande mesa de madeira, onde eram preparados os alimentos. As paredes também seguiam o mesmo padrão de altura do restante da casa, mas eram revestidas com azulejos só até a metade. Os pisos costumavam ser de cerâmica, assoalho ou ladrilhos hidráulicos. As normas da época diziam que a copa deveria ter o mesmo piso ladrilhado da cozinha.

### Pavimentos superiores
Para acessar os andares superiores, era preciso utilizar a escada principal, localizada no vestíbulo. Se o térreo servia como espaço de convivência e sociabilização, o primeiro andar dos palacetes funcionavam como ambiente onde a família gozava de sua privacidade e intimidade. Era onde ficavam os quartos de dormir, as rouparias, os quartos de costura e os banheiros. Todos esses cômodos eram considerados como ambientes íntimos da família e, por isso, eram de acesso exclusivo dos proprietários da casa.

#### Quartos
Diferentemente do que acontecia nos ambientes do térreo, em que o uso de mobília era sinônimo de status e poder, os quartos nos palacetes quase não dispunham de móveis. O objetivo era evitar o acúmulo de poeira. Camas, mesas de cabeceira, cadeiras, toucadores, divãs, guarda-roupas, cômodas, criados-mudos e escrivaninhas costumavam compor a mobiliário.
As janelas também eram um ponto central no cômodo. Nos quartos, valorizava-se a entrada de luz e a ventilação. Por isso, era comum que as janelas dessem abertura para enxergar e emoldurar a vista do jardim e do paisagismo ao redor da casa.
O piso costumava ser de assoalho de madeira, enquanto as paredes eram pintadas à tinta ou ornamentadas com papel decorativo. Era comum que alguns palacetes também contassem com quartos hóspedes, mas, nesse caso, eles costumavam se localizar no sótão ou no térreo, já que o primeiro pavimento era visto como um ambiente privado e reservado apenas aos moradores da casa.

#### Banheiros
Os banheiros eram um dos maiores símbolos da “modernidade” dos palacetes. Ter um quarto de banho perto do quarto, além de ser sinônimo de conforto, era a prova de que o modo de vida “caipira” — que incluía a obrigatoriedade de usar um banheiro localizado fora da casa principal — havia sido superado.
Graças ao desenvolvimento tecnológico da época, os banheiros passaram a ocupar lugares estratégicos da casa. Com a chegada das banheiras nas residências, os quartos de banho tiveram que ser projetados para ocupar um espaço em que a água pudesse ser aquecida no fogão da cozinha e transportada, via tubulações de cobre, até o banheiro, para que chegasse ainda quente aos registros. Depois, os aquecedores independentes para as banheiras supriram essa necessidade. Assim, os banheiros dos palacetes se tornaram ambientes onde era possível realizar todas as “etapas” da higiene pessoal.
Por se tratar de uma das áreas úmidas da casa, os ladrilhos hidráulicos eram a solução encontrada para revestir pisos e paredes. Predominavam aqueles com padrões florais e geométricos. Quanto mais rica era a família dos proprietários, mais ornamentados e refinados eram os desenhos dos ladrilhos.

## Decadência
Com a quebra da Bolsa de Valores dos Estados Unidos em 1929, o Brasil enfrentou uma crise de superprodução de café. A situação levou à queda dos preços dos grãos e, ao mesmo tempo, a uma diminuição brusca das exportações. A oligarquia cafeeira viu, então, seu poder político e econômico diminuir pouco a pouco ao longo dos anos 1930. Com a falta de investimentos na produção cafeeira e o começo da Segunda Guerra Mundial em 1939, ficou difícil para a elite paulistana manter os custos e o padrão de vida que os palacetes exigiam. Com o fim do monopólio do café, os palacetes paulistanos começaram a ser desocupados.
É nessa época também que as relações econômicas e a estrutura social de São Paulo começam a mudar. Os grupos mais ricos da sociedade passam a perder espaço para imigrantes e migrantes nordestinos, atraídos pelas facilidades e oportunidades proporcionadas pela industrialização na capital paulista. Com a deterioração e “perda de função” dos palacetes, os migrantes passam a ocupar essas construções e a transformá-las em cortiços. Somente palacetes menores, de pequenos proprietários, sobrevivem.

## Legado e arquitetura modernista
Além de marcar a fase de decadência dos palacetes paulistanos, os anos 20 e 30 presenciaram as primeiras manifestações do movimento modernista na arquitetura, mas é só com o fim da Segunda Guerra Mundial que as características do modernismo se consolidam nas edificações paulistanas. O desenvolvimento tecnológico do pós-guerra criou um ambiente ideal para a que os elementos arquitetônicos passassem a ser padronizados e difundidos em larga escala. O ecletismo em sua forma original perde espaço para uma arquitetura de transição. Alguns poucos elementos dos palacetes se mantêm. O jardins e o paisagismo, por exemplo, continuam presentes nos projetos, mas se deslocam para os fundos da casa, longe do campo de observação de quem passa pela calçada.
Exemplos de palacetes paulistanos: Casa da Rua Domingos de Morais, 2463, a Antiga Unidade Sampaio Viana da Febem e Área Verde (1895), a Residência Vicente de Azevedo (1911), a Residência da Família Fuganti Carillo (1921), a Casa Amarela de Assis Chateaubriand (1921), Casa Modernista (rua Itápolis) (1930), o Castelinho de Pirituba (1934), o Museu da Casa Brasileira (1945), a Segunda Residência de Vilanova Artigas (1949), a Residência Castor Delgado Perez (1959) e a Fundação Maria Luisa e Oscar Americano (1974).